# Фильберт, Альфред
Альфред Карл Вильгельм Фильберт (Alfred Karl Wilhelm Filbert; 8 сентября 1905, Дармштадт, Германская империя — 1 августа 1990, Западный Берлин) — немецкий юрист, оберштурмбаннфюрер СС, командир айнзацкоманды 9, входившей в состав айнзацгруппы B, сотрудник Главного управления имперской безопасности.

## Биография
Альфред Фильберт родился 8 сентября 1905 года в Дармштадте. Его отец был военным, но после переезда семьи в Вормс в 1911 году получил должность почтового служащего. После окончания средней школы поступил на работу в банковское учреждение: сначала в частный банк в Мангейме, затем в Рейнский кредитный банк в Вормсе. С 1925 года одновременно посещал вечернюю школу. В 1927 году экстерном сдал экзамены на аттестат зрелости в реальном училище в Майнце. Фильберт изучал юриспруденцию и политэкономию в Гиссене и Гейдельберге и посщеал занятия в Марбургском университете. В 1933 году сдал первый государственный экзамен. В декабре 1934 года получил докторскую степень по праву в Гиссенском университете имени Юстуса Либиха. 23 августа 1932 года был принят в ряды СС (№ 44552). 1 сентября 1932 года вступил в НСДАП (билет № 1321414). С 27 января 1934 года проходил практику в Вормсе и Альцае.
После сдачи первого юридического государственного экзамена с 1935 года стал сотрудником СД и служил в 3-м отделе (контрразведка) Главного управления СД под руководством Хайнца Йоста. Там Фильберт был руководителем отдела по вербовке и внедрению агентов за границу. После создания Главного управления имперской безопасности (РСХА) 27 сентября 1939 года возглавил группу A (общая организация разведывательной службы) в составе 6-го управления (заграничная служба СД), а также был заместителем начальника 6-го управления РСХА.
В июле 1940 года недолго служил в 14-м полку СС дивизии «Мёртвая голова» в звании унтершарфюрера СС. 20 апреля 1941 года был награждён Крестом «За военные заслуги» 2-го класса с мечами.
После начала войны с Советским Союзом в июне 1941 года возглавил айнзацкоманду 9, входившую в состав айнзацгруппы B, которую, в свою очередь, возглавлял бригадефюрер СС Артур Небе, и действовавшую в Литве и Белоруссии. Его заместителем был штурмбаннфюрер СС Вильгельм Грайффенбергер. Основной персонал айнзацгрупп был образован и собран из школы пограничной полиции в Прече и близлежащих городов Дюбен и Бад-Шмидеберг. Айнзацкоманда 9 начала свой путь в городе Преч и, пройдя через Познань, Варшаву и Тройберг, 1 июля 1941 года достигла Варены. Здесь Фильберт послал две части подразделения в Гродно и Лиду для проведения в этих городах «мероприятий по безопасности». 2 июля 1941 года айнзацкоманда вошла в Вильнюс. Затем в середине июля 1941 года отряд продвигался через населенные пункты Молодечно и Вилейка и уже 2 августа 1941 года достиг Витебска, где сформировал командный пункт. Оттуда части команды были направлены в Полоцк, Лепель, Невель, Сураж, Яновичи и Городок. В этих местах произошли массовые расстрелы, например, в рапорте под номером 92 от 23 сентября 1941 года касательно Яновичей было указано, что 1025 заключённых гетто были отправлены на «особое обращение», а 8 и 9 октября 1941 года подразделение принимало участие в уничтожении Витебского гетто.
20 октября 1941 года Освальд Шефер сменил Фильберта на посту руководителя айнзацкоманды 9. Согласно отчёту Главного управления имперской безопасности «сообщения о событиях в СССР», айнзацкоманда до октября 1941 года уничтожила 11 449 человек.
После возвращения в Берлин Фильберту предъявили обвинение в незаконном присвоении иностранной валюты и отстранили от службы в РСХА на два года. В 1943 году дисциплинарное расследование было прекращено. Фильберт снова поступил на службу в РСХА, после чего начал работу в 5-м управлении (криминальная полиция), где отвечал за экономические преступления. В 1944 году стал руководителем отдела VB. 12 сентября 1944 года был награждён Крестом «За военные заслуги» 1-го класса с мечами.
После войны до 1951 года жил в Бад-Гандерсхайме под именем доктора Альфреда Зельберта. В 1958 году возглавил берлинский филиал ипотечного банка в Брауншвейге. 25 февраля 1959 года был арестован и предстал перед судом в Западном Берлине. 22 июня 1962 года был приговорён к пожизненному заключению за убийство 6800 человек. В апреле 1963 года Федеральный верховный суд ФРГ отклонил апелляцию, поданную Фильбертом, и решение Берлинского суда вступило в законную силу. 5 июня 1975 года по состоянию здоровья был освобождён досрочно из тюрьмы в Тегеле.